# John Harvey
John Harvey (Londra, 21 dicembre 1938) è uno scrittore inglese, autore di romanzi gialli e vincitore del Premio Cartier Diamond Dagger nel 2007 per il suo contributo al romanzo poliziesco.
Ha ottenuto notorietà internazionale per il ciclo di romanzi dedicati all'ispettore Charlie Resnick della polizia di Nottingham, città in cui lo stesso Harvey, sebbene nato a Londra, ha compiuto i suoi studi liceali e universitari. Harvey ha insegnato a lungo storia dell'arte e letteratura inglese all'università e, parallelamente, ha pubblicato oltre novanta romanzi, non solo polizieschi ma anche western, di fantascienza, di spionaggio e per ragazzi. Gran parte di questa enorme produzione è stata pubblicata sotto pseudonimi quali Terry Lennox, James Mann, John B. Harvey, John J. McLaglen, William S. Brady, J.D. Sandon, L.J. Coburn, J.B. Dancer, William M. James, Thom Ryder, Jon Hart e Jon Barton.

## Carriera
Il primo romanzo della serie di Charlie Resnick è uscito nel 1989 con il titolo di Lonely Hearts. Il successo del libro fu considerevole, tanto che il Times volle includere il romanzo nella lista dei cento migliori crime novels mai pubblicati in Gran Bretagna. A tutt'oggi (2008) l'autore ha scritto undici romanzi, un racconto lungo e una decina di racconti brevi incentrati su Resnick, poliziotto di origini polacche che ama particolarmente i Sandwich ed è un grande appassionato di jazz (come lo stesso Harvey).
I romanzi dedicati a Resnick rientrano nella categoria dei cosiddetti Police procedural, genere cui gli autori britannici (tra gli altri, Maurice Procter, John Wainwright, Hamilton Jobson, R.D. Wingfield e gli scozzesi Bill Knox e Ian Rankin)  hanno da sempre fornito un contributo significativo. La scoperta del colpevole, nei libri di Harvey, non è mai l'elemento determinante; all'autore interessa soprattutto esaminare la psicologia dei personaggi (sia poliziotti sia criminali) e i complessi rapporti interpersonali all'interno del corpo di polizia.
Harvey, peraltro, ha sempre dichiarato come predominante l'influenza dei grandi autori americani di crime novels, soprattutto quella di Elmore Leonard, perfettamente individuabile in un romanzo come Ladri a Nottingham (Rough Treatment, 1990).
Nel 1998 Harvey è rientrato a vivere a Londra e, dopo dieci romanzi, ha deciso di concludere la serie di Resnick per introdurre un nuovo personaggio, Frank Elder, un detective che, dopo la pensione, si è trasferito in Cornovaglia. La serie di Elder comprende tre romanzi, l'ultimo dei quali pubblicato nel 2006. Il primo libro della trilogia, Flesh and Blood, ha ottenuto nel 2004 il Premio Silver Dagger e nel 2005 il Premio Barry per il miglior romanzo poliziesco britannico.
Nel 2007, a seguito di un nuovo trasferimento a Nottingham, Harvey è tornato a scrivere di Charlie Resnick col racconto lungo Trouble in Mind che, nello stesso anno, ha vinto il Premio Cartier Diamond Dagger. Nel 2008 ha pubblicato l'undicesimo romanzo della serie: Cold in Hand.
Proprietario per oltre vent'anni di una casa editrice indipendente, la Slow Dancer Press, Harvey ha scritto anche numerosi volumi di poesie e si esibisce spesso dal vivo come poeta, accompagnato dal quartetto jazz Second Nature, col quale ha anche inciso un Cd.

## Opere principali

### Serie "Charlie Resnick" (1989-2008)
- Cuori solitari (Lonely Hearts), traduzione di Elisabetta Palaia; Giano, 2005.[1] Nuova traduzione di Luca Conti; Giano/Neri Pozza, 2008[1]
- Ladri a Nottingham (Rough Treatment), traduzione di Luca Conti; Giano/NeriPozza, 2009[1]
- Cutting Edge
- Off Minor
- Wasted Years
- Cold Light
- Living Proof
- Easy Meat
- Still Water
- Last Rites
- Trouble in Mind (racconto lungo)
- Cold in Hand
- Now's the Time (racconti)

### Serie "Frank Elder" (2004-2006)
- Sangue del mio sangue (Flesh and Blood), traduzione di Giuseppe Mainolfi; Cairo editore, 2006[1]
- Cenere alla cenere (Ash and Bone), traduzione di Gianni Pannofino; Cairo editore, 2007[1]
- Luce e tenebra (Darkness and Light), traduzione di Sebastiano Pezzani; Cairo editore, 2008[1]

### Romanzi e novelle senza personaggi fissi
- In a True Light (2001)
- Gone to Ground (2007)
- Nick's Blues (2008), traduzione italiana di Sebastiano Pezzani, Mattioli 1885, Fidenza 2009[1]
- Far Cry (2009)